# Nicolau III Zorzi
Nicolau III Zorzi (m. 1436) da Dinastia Zorzi, foi Marquês do Marquesado de Bodonitsa, estado cruzado na Grécia. Governou de 1411 até 1414. Este Marquesado foi vassalo do Reino de Tessalónica e mais tarde vassalo do Principado de Acaia. Nicolau III Zorzi foi antecedido no governo do Marquesado por Nicolau II Zorzi.